# Horvát Demokratikus Közösség
A Horvát Demokratikus Közösség (horvátul: Hrvatska demokratska zajednica, HDZ) a legnagyobb jobbközép, konzervatív-keresztényszociális néppárt Horvátországban. A balközép Szociáldemokrata Párt (SDP) mellett egyike a két legnagyobb horvát politikai pártnak. A párt 1990 és 2000 között, 2003 és 2010 között volt kormányon. 2015 óta az ország vezető kormánypártja. A HDZ az Európai Néppárt (EPP) tagja.

## Története

### A kezdetek
A HDZ-t 1989. június 17-én alapították horvát disszidensek Franjo Tuđman vezetésével. Hivatalosan 1990. január 25-én jegyezték be. Első kongresszusát 1990. február 24–25-én tartotta, amikor Franjo Tuđmant választották meg elnöknek. A párt megalapításakor a Horvát Szocialista Köztársaság kormánya többpártrendszert vezetett be Horvátországban, és kiírta a horvát parlamenti választásokat.

Franjo Tuđman a párt alapítója és első elnöke

A HDZ nacionalista pártként indult, de tagjai között voltak egykori partizánok és a kommunista rendszer hívei is, mint például Josip Manolić és Josip Boljkovac. A párt pénzügyi alapjainak megteremtése érdekében Tuđman elnök és a HDZ más tisztviselői külföldre utaztak, és a külföldön élő horvátoktól jelentős anyagi hozzájárulásokat gyűjtöttek be. Az 1990-es parlamenti választások előestéjén a kormányzó Horvátországi Kommunisták Szövetsége a HDZ-n belüli tendenciákat a hatalmon maradás lehetőségének tekintette. A demokrácia kezdetén a kommunisták a HDZ-t „a veszélyes szándékok pártjának” nevezték. Az 1990-es horvátországi országgyűlési választásokon a HDZ többséget szerzett a horvát parlamentben, és Horvátország (akkor még Jugoszlávia része) azon kevés szocialista országok egyike lett, ahol a kommunista egypárturalmat felváltotta az antikommunista egypárti uralom. 1990. május 30-át, a HDZ hivatalos hatalomátvételének napját azóta a Horvát Államiság Napjaként (Dan državnosti) ünneplik.
1992-ben Horvátországban elnökválasztást tartottak, és Tuđmant, aki 1999-ben bekövetkezett haláláig a párt vitathatatlan vezetője maradt, köztársasági elnökké választották. Az 1990-es években a párt kormányozta Horvátországot, és vezetése alatt vált az ország függetlenné (1991), nemzetközileg elismertté (1992), mely a horvátországi háborúban sikeresen szilárdította meg háború előtti határait. Ebben az időszakban a HDZ megnyerte az 1992-es és az 1995-ös parlamenti választásokat is.
Mivel határozottan támogatta Horvátország függetlenségét, a HDZ meglehetősen népszerűtlen volt a szerb kisebbség és a baloldali érzelmű horvátok körében, akik inkább azt várták, hogy Horvátország a Jugoszláv Szocialista Szövetségi Köztársaság keretein belül marad. Ez volt az egyik tényező, amely hozzájárult a Krajinai Szerb Köztársaság létrejöttéhez és az azt követő fegyveres konfliktushoz Horvátországban és a szomszédos Bosznia-Hercegovinában. A HDZ szerepe ezekben az eseményekben máig vita tárgyát képezi, még Horvátországban is, ahol egyesek hajlamosak a HDZ politikáját a konfliktus korai szakaszában szélsőségesnek és az erőszak eszkalációjához hozzájáruló tényezőnek tekinteni, míg mások (mint például Marko Veselica Horvát Kereszténydemokrata Uniója) úgy látták, hogy a HDZ sikertelenül próbálta megbékíteni Szerbiát és a Jugoszláv Néphadsereget, ezért felelős Horvátország védekezésre való felkészületlenségéért. Tuđman és a HDZ politikája azonban mindig a körülményeknek megfelelően változott.
A HDZ kezdte el vezetni Horvátországot a szocializmusból a kapitalizmusba való politikai és gazdasági átmenet útján. Ennek során a HDZ-kormányok olyan módon hajtották végre a privatizációt az országban, amelyet a kritikusok a privatizáció szelektív jellege miatt az optimálistól elmaradónak, és időnként illegálisnak tartottak (lásd a horvát privatizációs vitát). A HDZ szerint azonban ez a folyamat hasznosnak bizonyult a második világháború utáni kommunista államosítások következményeinek kezelésében. Teljessé téve a kvázi államosítási folyamat saját verzióját, a HDZ 1992-ben törvénybe iktatta a vállalatok (amelyek túlnyomó többsége állami tulajdonban volt) jogát, hogy végre hivatalosan is bejegyeztessék magukat a kommunisták által a második világháború után államosított ingatlanok tulajdonosaként. A visszaadott ingatlanok között szerepeltek a katolikus egyháztól államosított vagyontárgyak, illetve olyan széles körben ismert személyek ingatlanai, mint például Gavrilovićnak, a Zágrábtól délre fekvő Petrinja nagy húsgyár tulajdonosának a vagyona.

### A párt Tuđman halála után
A 2000. évi parlamenti választásokat hetekkel Tuđman halála után, január 3-án tartották. A HDZ-t a hat ellenzéki párt balközép koalíciója győzte le, Ivica Račan Szociáldemokrata Pártja (SDP) és Dražen Budiša Horvát Szociálliberális Pártja (HSLS) vezetésével. A választást a HDZ-ről szóló népszavazásnak is tekintették, ahol a párt hatalomból való kiszorulásást a rossz gazdaságpolitikának, a korrupciónak és a haverkapitalizmusnak tulajdonították.
Az ezt követő elnökválasztáson a HDZ jelöltje, Mate Granić, akit a parlamenti választások előtti hetekben még előnyben mértek, a harmadik helyen végzett, ezért nem jutott be a második szavazási fordulóba, amelyet Stipe Mesić nyert meg.
A 2000 és 2003 közötti időszakban több, a HDZ kezdeti uralma alatt iparmágnássá vált üzletembert visszaélések miatt bíróság elé állítottak és elítéltek, bár a HDZ által végrehajtott privatizációs folyamat általában változatlan maradt. Ez az időszak mélypontnak bizonyult a HDZ számára; sokan úgy gondolták, hogy a párt nem tud talpra állni. Ezek közé tartozott Mate Granić is, aki Vesna Škare-Ožbolttal együtt távozott, hogy megalakítsa a jobbközép Demokratikus Centrumot (DC).
Amikor a Nemzetközi Büntetőbíróság (ICTY) megkezdte a horvát hadsereg parancsnokai elleni vádemeléseket, ez nagy visszhangot váltott ki a horvát közvéleményben. Ellenzéki pártként a HDZ támogatta ezt a népi elégedetlenséget, és aktívan ellenállt a tábornokok kiadatásának. Ez fokozatosan megváltozott, ahogy a HDZ és új vezetője, a mérsékeltnek tartott Ivo Sanader elhatárolódott a szélsőségesebb retorikától. Ez a tendencia akkor is folytatódott, amikor a HSLS jobbra tolódott, így Sanader HDZ-je és a HSLS hasonló irányultságú pártként jelent meg. Ez a folyamat 2002-ben fejeződött be, amikor Ivić Pašalić, a HDZ keményvonalasainak vezetője, akiről úgy vélték, hogy Tuđman korszakának legrosszabb túlkapásaival van kapcsolatban, kihívta Sanadert, azzal vádolva őt, hogy elárulta Tuđman nacionalista örökségét. Eleinte úgy tűnt, hogy Sanader veszít, de Branimir Glavaš segítségével és a horvát közvélemény liberális rétegeinek hallgatólagos támogatásával győzött a pártkongresszuson. Pašalić ezután kilépett a HDZ-ből, és megalapította a Horvát Blokk pártot.

### Az első Sanader-kormány
A 2003-as horvát parlamenti választáson a párt a szavazatok 33,9%-át, a 152 mandátumból 66-ot szerzett meg. Bár a szövetséges DC és a HSLS segítségével sem sikerült egyértelmű többséget szereznie a horvát parlamentben, a névlegesen baloldali Független Szerb Demokrata Párttal és a Horvát Nyugdíjas Párttal alakíthatott kormányt.

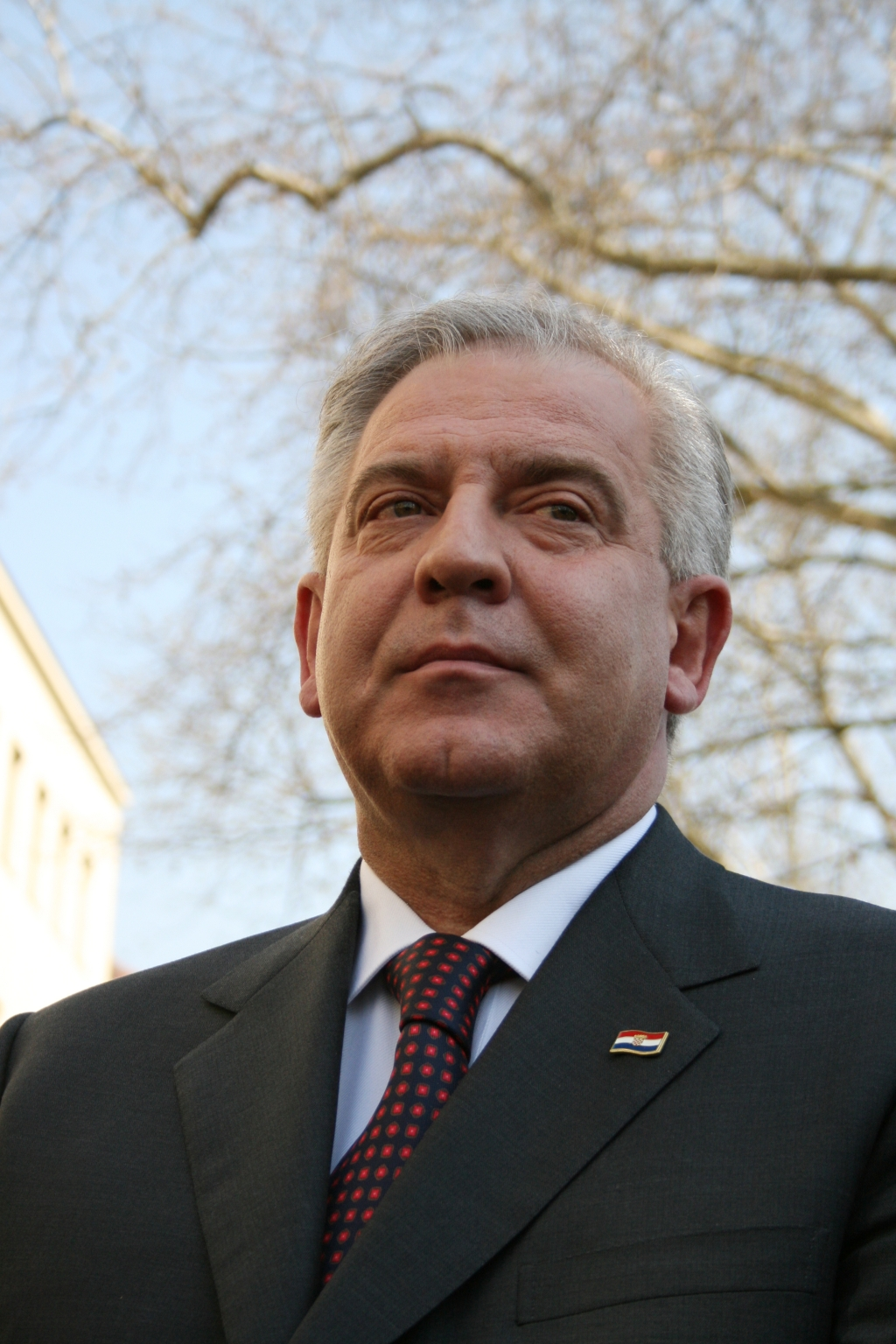
Ivo Sanader

A széleskörű és sokrétű mandátummal rendelkező, Ivo Sanader vezette kormány erőteljesen olyan politikát folytatott, amely az Európai Unióhoz való csatlakozás alapvető kritériumainak igyekezett eleget tenni, mint például a szerb menekültek hazatérése, a háborúban megsérült házak újjáépítése, a kisebbségi helyzet javítása, az együttműködés javítása az ICTY-vel, és a horvát gazdaság konszolidációjának folytatása. Ennek ellenére az EU Miniszterek Tanácsa elhalasztotta Horvátország csatlakozási tárgyalásait, mivel Ante Gotovina tábornok ügyében nem működött együtt a volt Jugoszláviával foglalkozó Nemzetközi Törvényszékkel.
A halasztás erősítette az euroszkeptikus nézetek növekedését a horvát közvéleményben, ami a HDZ támogatottságát is érintette. Mivel az EU-csatlakozás Sanader reformista irányzatának kulcsfontosságú részét képezte, a vezetésével szembeni ellenállás a HDZ-n belül és kívül is erősödött. Ez az ellenállás a 2005-ös helyhatósági választásokon és Glavaš elpártolásában nyilvánult meg, aki nemcsak hogy sikeresen kérdőjelezte meg Sanader tekintélyét, de sikerült Sanadert megfosztania névleges parlamenti többségétől.

### A második Sanader-kormány
A vereség ellenére az első Sanader vezette kormány a törvényhozás mandátumának végéig fennmaradt. Az ezt követő, 2007. november végi parlamenti választások során a HDZ-t kemény nyomás alá helyezte mind az SDP vezette baloldali koalíció, mind a szélsőjobboldali Horvát Jogok Pártja és Szlavóniai és Baranyai Horvát Demokratikus Szövetség. A választási kampány során a pártnak és magának Sanadernek a heves és néha kíméletlen kommunikációja, valamint az SDP néhány súlyos hibája meggyőzte a szélsőjobboldali választók egy részét a HDZ támogatásáról annak érdekében, hogy megakadályozzák az egykori kommunista párt örököseinek visszatérését a hatalomba, melytől jobban tartottak. A párt a választásokon a mandátumok és a szavazatok többségét is megszerezte, és 2008. január 11-re kiírták az újonnan megválasztott parlament első ülését. Az SDP azonban arra hivatkozva, hogy ha a diaszpóra szavazatait nem veszik figyelembe ők kapták a legtöbb szavazatot, többször is elutasította, hogy elismerje vereségét. A HDZ megszerezte a „sárga-zöld koalíció” (HSS-HSLS), valamint a HSU és a nemzeti kisebbségek képviselőinek támogatását; így Sanader megalakíthatta második kormányát.
Annak ellenére, hogy ez a kormány nagyobb többséget szerzett, mint a korábbi, a korábban jó gazdasági helyzet romlása és a horvát közvélemény elfáradása a HDZ túl hosszúnak tűnő hatalmi regnálása miatt, í hatalom megtartása továbbra is problémás maradt. A másik nagy probléma az volt, hogy Horvátország EU-csatlakozási feltételeinek több fejezetét Szlovénia mindaddig blokkolta, amíg a két ország közötti határviták rendezése meg nem történt. Bár ez végül a horvát EU-csatlakozási tárgyalások határozatlan időre történő felfüggesztéséhez vezetett, ez nem befolyásolta a kormány népszerűségét. Ebben az ügyben, mint ahogy az várható volt, tekintettel a horvátok kitartó hazaszeretetre és nemzeti öntudatára, minden párt és szinte minden horvát állampolgár határozottan kitartott amellett, hogy nemzeti érdekeltségű ügyekben bármi áron megtagadjon minden engedményt. A 2009 májusában megtartott helyhatósági választásokon, megelőzve az SDP-t, a HDZ-nek minden várakozás ellenére, ismét sikerült növekednie. A nagyobb városokban azonban gyengült a HDZ támogatása.
2009. július 1-jén Ivo Sanader hirtelen bejelentette, hogy távozik a politikából, és utódjának Jadranka Kosort nevezte meg, akit július 3-án megerősítettek a párt új vezetőjének tisztségében, Stipe Mesić elnök pedig miniszterelnök-jelöltnek nyilvánította. Két nappal később a szábor megerősítette Kosort új miniszterelnöki tisztségében, aki az első nő volt, aki ezt a pozíciót betöltötte. Ugyanebben a lemondó beszédében, csökkentve ezzel a saját ambícióival kapcsolatos találgatásokat, Sanader Andrija Hebrangot, aki korábban védelmi és egészségügyi miniszteri posztot töltött be, nevezte meg, mint a HDZ jelöltjét a soron következő elnökválasztáson.
Sanaderre időközben „Fimi média” nevű korrupciós botrány is nehezedett, melyben azzal vádolták, hogy a volt miniszterelnök pénzt lopott az állami költségvetésből. A szervezett bűnözés visszaszorításával foglalkozó horvát államügyészség, az USKOK, Ivo Sanader volt miniszterelnököt, Nevenka Jurakot, a Fimi média vezérigazgatóját, Mladen Barišićot, a Horvát Demokratikus Közösség egykori pénztárnokát, Ratko Mačeket, a Horvát Demokratikus Közösség volt szóvivőjét és Branka Pavošević volt főkönyvelőt 70 millió kuna (körülbelül 9 millió euró) állami költségvetési károkozással vádolta meg.

### Jadranka Kosor kormánya

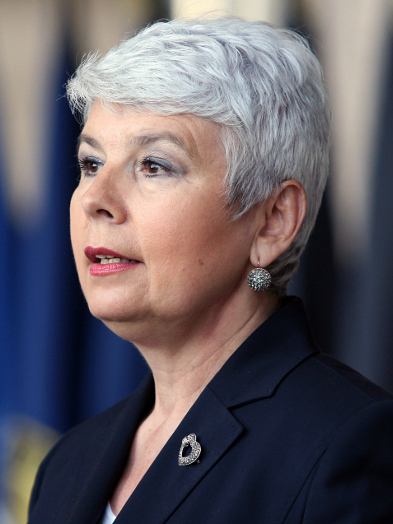
Jadranka Kosor, Horvátország első női miniszterelnöke

Sanader távozása után a HDZ-nek rossz közvélemény-kutatási eredményekkel és egy nagy tisztogatási feladattal kellett szembenéznie, amely még folyamatban volt. A tisztviselők a 2009-es egyezmény alapján közfelkiáltással választották meg Jadranka Kosor pártelnököt. Andrija Hebrang, miután alapos orvosi vizsgálaton esett át, hogy kizárják a korábbi karcinómának maradó nyomait, csak július végén fogadta el elnökjelöltté való kinevezését. A Kosor-kormány az előző Sanader-kormányhoz képest nagyjából változatlan maradt, de a HDZ-n belül némi zűrzavart okozott, hogy Berislav Rončević és Damir Polančec miniszterek korrupciós vádak miatt távoztak posztjukról. A pártnak több korrupcióellenes vizsgálat mellett a gazdasági válsággal is meg kellett küzdenie, melynek kezelését 2010 áprilisában egy helyreállítási programmal kezdte meg.
A következő elnökválasztáson Horvátország a tisztséget tíz éve betöltött Stipe Mesić utódját kereste. Hebrang azonban csak a harmadik helyen végzett, és nem jutott be a második szakaszba, amelyben Ivo Josipović, az SDP jelöltje meggyőző fölénnyel győzte le a korábbi SDP-tag Milan Bandićot. Sok horvát azonban elégedetlen volt a kormánnyal, és az utcán tiltakozott a HDZ-kormány ellen, követelve, hogy mielőbb tartsanak új választásokat. A rendőrség, hogy megakadályozza a civilek bejutását, kordont állított fel a Szent Márk téren. 2011. október 26-tól az USKOK kiterjesztette a HDZ-re, mint jogalanyra is kiterjesztette a „Slush Funds”-ra vonatkozó vizsgálatát. Korábban csak Ivo Sanader, Milan Barišić és Branka Pavošević pénztárosok, Branko Vukelić és Ivan Jarnjak főtitkárok, valamint Ratko Maček szóvivő voltak a vizsgálat alanyai. Jadranka Kosor pártelnök kijelentette, hogy ez volt a HDZ egyik legkritikusabb pillanata. A HDZ lett az első politikai párt Horvátországban, amelyet korrupcióval vádoltak.

### Ellenzékben
A 2011-es parlamenti választások után a HDZ 8 év kormányzás után ellenzékbe került. A HDZ alapítása óta a legkevesebb szavazatot, 563 215-öt szerezte meg. 2012. május 20-án a HDZ elnökválasztást tartott, amelyen egy nappal később Tomislav Karamarko lett a győztes, így Kosort ő váltotta az ellenzék élén. Karamarko bejelentette, hogy helyreállítja a kapcsolatokat Horvátország és a horvát diaszpóra között. Karamarko már korábban bejelentette, hogy a HDZ detudjmanizálásának folyamata után visszatér Franjo Tuđman politikájához. Azt is kijelentette, hogy politikájának alapja „nem lehet sem Ante Pavelić, sem Josip Broz Tito” ideológiája, mivel mindketten totalitárius rendszert képviseltek. 2013. július 1-jén a HDZ megkapta az Európai Néppárt (EPP) teljes jogú tagjának státuszát. 2014. március 11-én a HDZ-t és Ivo Sanadert is bűnösnek találták korrupcióban.

### A Plenković-kormány

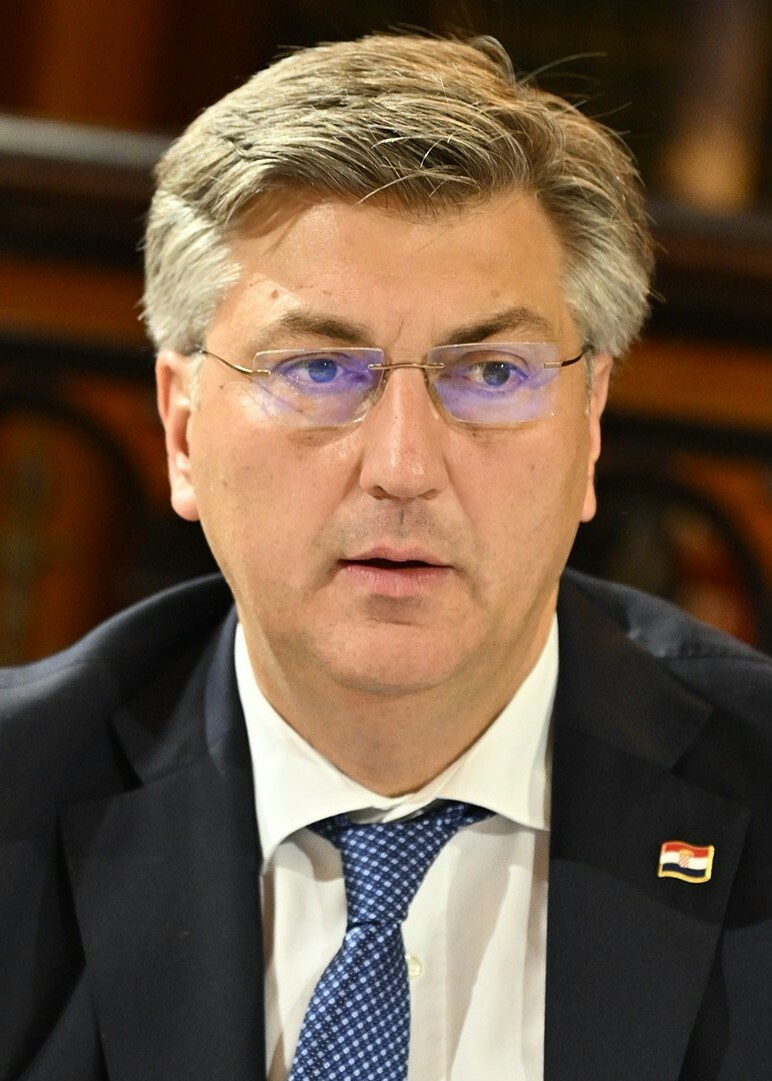
Andrej Plenković

Az Orešković-kormány 2016 júniusi összeomlását követően Tomislav Karamarko lemondott a HDZ vezetői posztjáról. A párt Andrej Plenković volt diplomatát és európai parlamenti képviselőt választotta új elnöknek, aki a „szélsőségektől és populizmustól mentes” politikai platformon nyert. Plenković megnyerte a 2016-os parlamenti választást, amelyen Európa-párti és mérsékelt napirend mellett kampányolt. Plenkovićot októberben nevezték ki miniszterelnöknek.

## Ideológia
Ideológiai szempontból a HDZ alapokmánya, valamint elnöke Andrej Plenković és Gordan Jandroković államtitkár a párt politikai pozícióját jobbközépként határozta meg. A HDZ ideológiai és politikai pozícióiban azonban jelentős elmozdulások vannak, és a párton belül is vannak mérsékelt és jobboldali frakciók, amelyek eltérően értelmezik alapállását.
A HDZ vezetői az 1990-es években centristának és kereszténydemokratának írták le pártjukat, bár a gyakorlatban ultranacionalista politikát folytattak. A pártot azonban akkoriban leginkább konzervatív és nacionalistaként jellemezték, szélsőjobboldali frakcióval.
A HDZ kezdetben etnikailag exkluzív párt volt, amely a horvát identitást hangsúlyozta. Gyakoriak voltak az „Isten és a horvátok” és a „Horvátok egyesülnek” jelszavak, amelyeket egyébként már az Usztasa vezette Független Horvát Állam vezetői is megfogalmaztak. A párt kommunikációjának erős érzelmi vonzereje volt, „félelmeket, vágyakat, anyagi és szimbolikus előnyöket” gerjesztett, hogy megnyerje azokat, akik horvát szuverenitást kerestek a kommunizmus helyett, és a horvát nacionalista hagyományokra támaszkodtak. Amikor polgárai felé fordult, nem ismerte fel az identitások sokféleségét, és egyöntetűen „katolikus horvátoknak” tekintette őket, akiknek szerbellenes érzelmei rendszeresen megjelentek a gyűléseken.
A HDZ álláspontja az Európai Unióval kapcsolatban enyhén euroszkeptikus volt: Horvátország EU-csatlakozását kifejezetten nem ellenezte, de a HDZ ellenzett bizonyos uniós politikákat.  Ivo Sanader 2000-es pártelnökké választását követően a HDZ mérsékelt jobbközép álláspontot képviselt.  Sanader alatt a párt határozottan Európa-párti politikát folytatott, amely Jadranka Kosor vezetésével folytatódott. Sok megfigyelő úgy vélte, hogy Tomislav Karamarko 2012-től 2016-ig tartó vezetése a nacionalizmus visszatérése a pártban. Miután a mérsékeltnek tartott Andrej Plenković[34] 2016-ban hatalomra került, a párt visszakerült a jobbközép pozícióba. Ma a HDZ-t általában kereszténydemokratának és Európa-pártinak tartják.
Gazdasági értelemben a párt a szociális piacgazdaság mellett áll, és a 2002-es programban kifejezte ellenérzését a gazdasági liberalizmussal szemben.

## Elnökök
- Franjo Tuđman (1989. június 17. – 1999. december 10.)
- Vladimir Šeks (2000. január 5. – 2000. április 29.)
- Ivo Sanader (2000. április 29. – 2009. július 4.)
- Jadranka Kosor (2009. július 4. – 2012. május 21.)
- Tomislav Karamarko (2012. május 21. –2016)
- Andrej Plenković (2016 óta)

## Választási eredmények
| Választások | Szavazatok száma | Szavazatok aránya | Mandátumok száma | Parlamenti szerepe |
| ----------- | ---------------- | ----------------- | ---------------- | ------------------ |
| 1990        | 1 201 222        | 41,90%            | 205              | kormánypárt        |
| 1992        | 1 176 437        | 44,68%            | 85               | kormánypárt        |
| 1995        | 1 093 403        | 45,23%            | 75               | kormánypárt        |
| 2000        | 790 728          | 26,88%            | 46               | ellenzék           |
| 2003        | 840 692          | 33,90%            | 66               | kormánypárt        |
| 2007        | 907 743          | 36,60%            | 66               | kormánypárt        |
| 2011        | 563 215          | 23,50%            | 44               | ellenzék           |
| 2015        | 771 070          | 33,46%            | 51               | kormánypárt        |
| 2016        | 682 687          | 36,27%            | 57               | kormánypárt        |
| 2020        | 621 008          | 37,26%            | 60               | kormánypárt        |

| Választások | Szavazatok száma | Szavazatok aránya | Mandátumok száma |
| ----------- | ---------------- | ----------------- | ---------------- |
| 2013        | 243 654          | 32,86%            | 5                |
| 2014        | 381 844          | 41,42%            | 4                |
| 2019        | 244 076          | 22,72%            | 4                |